# Qu Yuan
Qu Yuan   (Zigui County, 343 aC - Miluo Jiang, 278 aC) fou un estudiós xinès i un ministre del Rei de Chu del sud durant el Període dels Regnes Combatents. Les seves obres es troben sobretot en una antologia de poesia coneguda com a Chu Ci. La seva mort es commemora tradicionalment amb motiu del Festival Duanwu (端午节/端午節), que comunament es coneix en anglès com el Dragon Boat Festival el Double Fifth (cinquè dia del cinquè mes del calendari xinès tradicional).
Els detalls històrics sobre la vida de Qu Yuan són pocs, i la seva autoria de molts poemes de Chu Ci s'ha qüestionat llargament. No obstant això, és àmpliament acceptat per haver escrit " El lament ", un poema de  Chu Ci. La primera referència coneguda a Qu Yuan apareix en un poema escrit l'any 174 aC per Jia Yi, un funcionari de Luoyang que va ser calumniat per oficials gelosos i desterrat a Changsha per l'Emperador Wen de Han. Mentre viatjava, va escriure un poema que descrivia el destí similar d'un "Qu Yuan" anterior. Vuitanta anys més tard, la primera biografia coneguda de la vida de Qu Yuan va aparèixer als Registres del Gran Historiador de l'historiador de la dinastia Han Sima Qian, tot i que conté una sèrie de detalls contradictoris.

## Biografia
L'única font d'informació que s'ha conservat sobre la vida de Qu Yuan és la biografia de Sima Qian a Registres del Gran Historiador, encara que la biografia és circumstancial i probablement està molt influenciada per la pròpia identificació de Sima amb Qu. Sima va escriure que Qu era membre del clan reial Chu i va servir com a funcionari sota el rei Huai de Chu (regna entre el 328 i el 299 aC).
Durant els primers dies del regnat del rei Huai, Qu Yuan estava servint a l'estat de Chu com a ministre. No obstant això, el rei Huai va exiliar Qu Yuan a la regió al nord del riu Han, perquè els ministres corruptes el van calumniar i van influir en el rei. Finalment, Qu Yuan va ser reintegrat i enviat a una missió diplomàtica a l'estat de Qi. Va intentar reprendre les relacions entre Chu i Qi, que el rei Huai havia trencat amb la falsa pretensió del rei Hui de Qin de cedir territori prop de Shangyu.
Durant el regnat del rei Qingxiang, el primer ministre Zilan va calumniar Qu Yuan. Això va provocar l'exili de Qu Yuan a les regions al sud del Iang-Tsé. Es diu que Qu Yuan va tornar primer a la seva ciutat natal. En el seu exili, va passar gran part d'aquest temps recollint llegendes i reordenant odes populars mentre viatjava pel camp. A més, va escriure algunes de les poesies més importants de la literatura xinesa i va expressar profundes preocupacions pel seu estat. Segons la llegenda, la seva ansietat el va portar a un estat de salut cada cop més problemàtic. Durant la seva depressió, sovint feia passejades prop d'un determinat pou per veure el seu reflex prim i demacrat a l'aigua. Aquest pou es va conèixer com el "Pou de reflexió de la cara". En un vessant de Xiangluping (actual comtat de Zigui, província de Hubei), hi ha un pou que es considera el pou original de l'època de Qu Yuan.
L'any 278 aC, assabentat de la presa de la capital del seu país, Ying, pel general Bai Qi de l'estat de Qin, es diu que Qu Yuan va recopilar contes populars i va escriure el llarg poema de lamentació anomenat "Lament per Ying". Finalment, es va suïcidar entrant al riu Miluo a l'actual província de Hunan mentre sostenia una roca. La raó per la qual es va treure la vida ha estat controvertida i ha estat argumentada pels estudiosos xinesos durant segles. Explicacions típiques que inclouen el martiri per la seva pàtria profundament estimada però en caiguda, que va suggerir el filòsof Zhu Xi de la dinastia Song, o sentir una desesperació extrema davant la situació de la política a Chu mentre el seu somni polític de tota la vida mai es faria realitat. Però segons "Yu Fu", àmpliament considerat com escrit pel mateix Qu o almenys, per una persona que estava molt familiaritzada amb Qu, el seu suïcidi va ser la millor manera de protegir la seva innocència i els seus principis vitals.
Es diu que Qu Yuan va expressar el seu amor pel monarca governant, el rei Huai de Chu, a través de diverses d'aquestes obres, incloses «El lament» i «Anhel de bellesa».

## Llegat

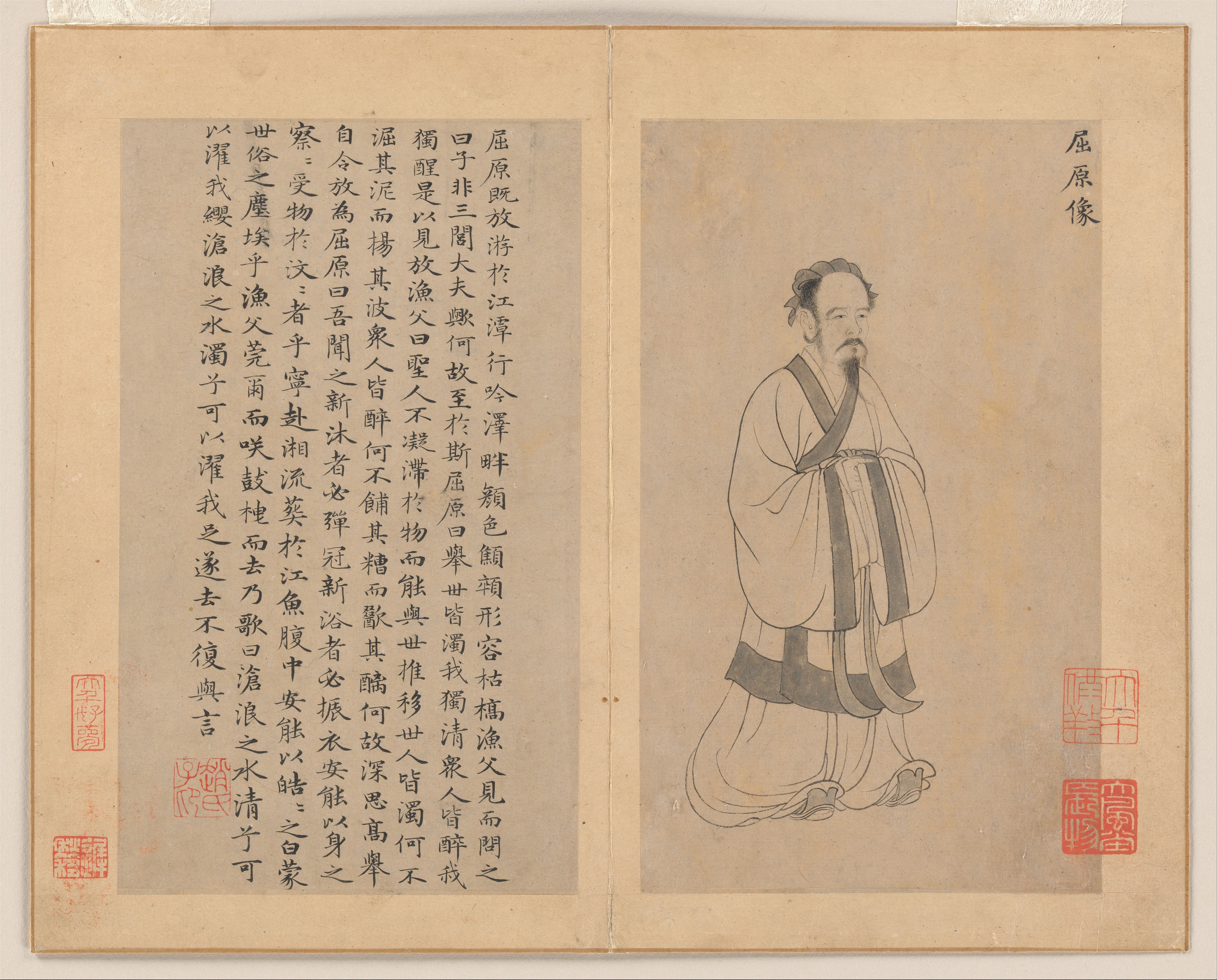
Qu Yuan tal com es descriu a les Nou Cançons, empremta presumiblement del segle XIV

Qu Yuan és considerat com el primer autor de versos a la Xina a tenir el seu nom associat a la seva obra, ja que abans d'aquesta època, les obres poètiques no s'atribuïen a cap autor específic. Es considera que va iniciar l'anomenat estil de vers sao, que rep el nom de la seva obra «Li Sao», en què va abandonar els clàssics versos de quatre caràcters utilitzats en poemes de Shi Jing i va adoptar versos amb longituds variables. Això va donar com a resultat poemes amb més ritme i latitud en l'expressió. Qu Yuan també és considerat com una de les figures més destacades del romanticisme en la literatura clàssica xinesa, i les seves obres mestres van influir en alguns dels grans poetes romanticistes de la dinastia Tang. Durant la dinastia Han, Qu Yuan es va establir com un exemple heroic de com s'havia de comportar un erudit i funcionari a qui se li va negar el reconeixement públic adequat al seu valor.

### Chu Ci
Chu es trobava a l'actual zona del riu Iang-Tsé al centre de la Xina. En aquesta època, Chu representava la franja sud de l'àrea cultural xinesa, havent estat durant un temps part dels Imperis de la dinastia Shang i de la dinastia Zhou. Tanmateix, la cultura Chu també va conservar certes característiques de les tradicions locals com el xamanisme, la influència del qual es pot veure en el Chu Ci.
El Chu Ci va ser compilat i anotat per Wang Yi (mort l'any 158 dC), que és la font de transmissió d'aquests poemes i qualsevol informació fiable sobre ells a temps posteriors; per tant, el paper que va tenir Qu Yuan en l'escriptura, l'edició o el retoc d'aquestes obres no és clar. Els poemes Chu Ci són importants perquè són precursors directes de l'estil fu de la literatura de la dinastia Han. El Chu Ci, com a preservació de la literatura primitiva, ha proporcionat dades inestimables per a la recerca lingüística sobre la història de la llengua xinesa, des de Chen Di en endavant.

### Religió
Després del seu suïcidi, Qu Yuan va ser de vegades venerat com un déu de l'aigua, fins i tot pels taoistes taiwanesos, que el compten entre els reis dels immortals de l'aigua.

### Patriotisme
Qu Yuan va començar a ser tractat d'una manera nacionalista com «el primer poeta patriòtic de la Xina» durant la Segona Guerra sino-japonesa. Wen Yiduo —poeta i erudit socialista executat més tard pel KMT— va escriure al seu Mythology & Poetry que, «tot i que Qu Yuan no va escriure sobre la vida de la gent ni va expressar els seus sofriments, es pot dir que va actuar com el líder d'una revolució popular i haver donat un cop per venjar-los. Qu Yuan és l'única persona en tota la història xinesa que té ple dret a ser anomenada «el poeta del poble». L'obra de teatre de Guo Moruo de 1942 Qu Yuan li va donar un tractament similar, fent paral·lelismes amb Hamlet i Rei Lear. La seva visió de l'idealisme social i el patriotisme inflexible de Qu es van convertir en canònics sota la República Popular de la Xina després de la victòria comunista de 1949 a la guerra civil xinesa. Per exemple, un llibre de text xinès de secundària de 1957 va començar amb la frase «Qu Yuan va ser el primer gran poeta patriòtic de la història de la literatura del nostre país». Aquest estatus de culte va augmentar la posició de Qu Yuan dins del cànon literari de la Xina, veient-lo col·locat en segells de correus i el Festival del Vaixell del Drac elevat a festa pública nacional el 2008. Tanmateix, s'ha produït a costa de les valoracions erudites més crítiques de la historicitat de Qu Yuan i el suposat conjunt de treballs que s'havien desenvolupat durant el final de la dinastia Qing i els inicis de la República.

### Festival del Bot Dragó

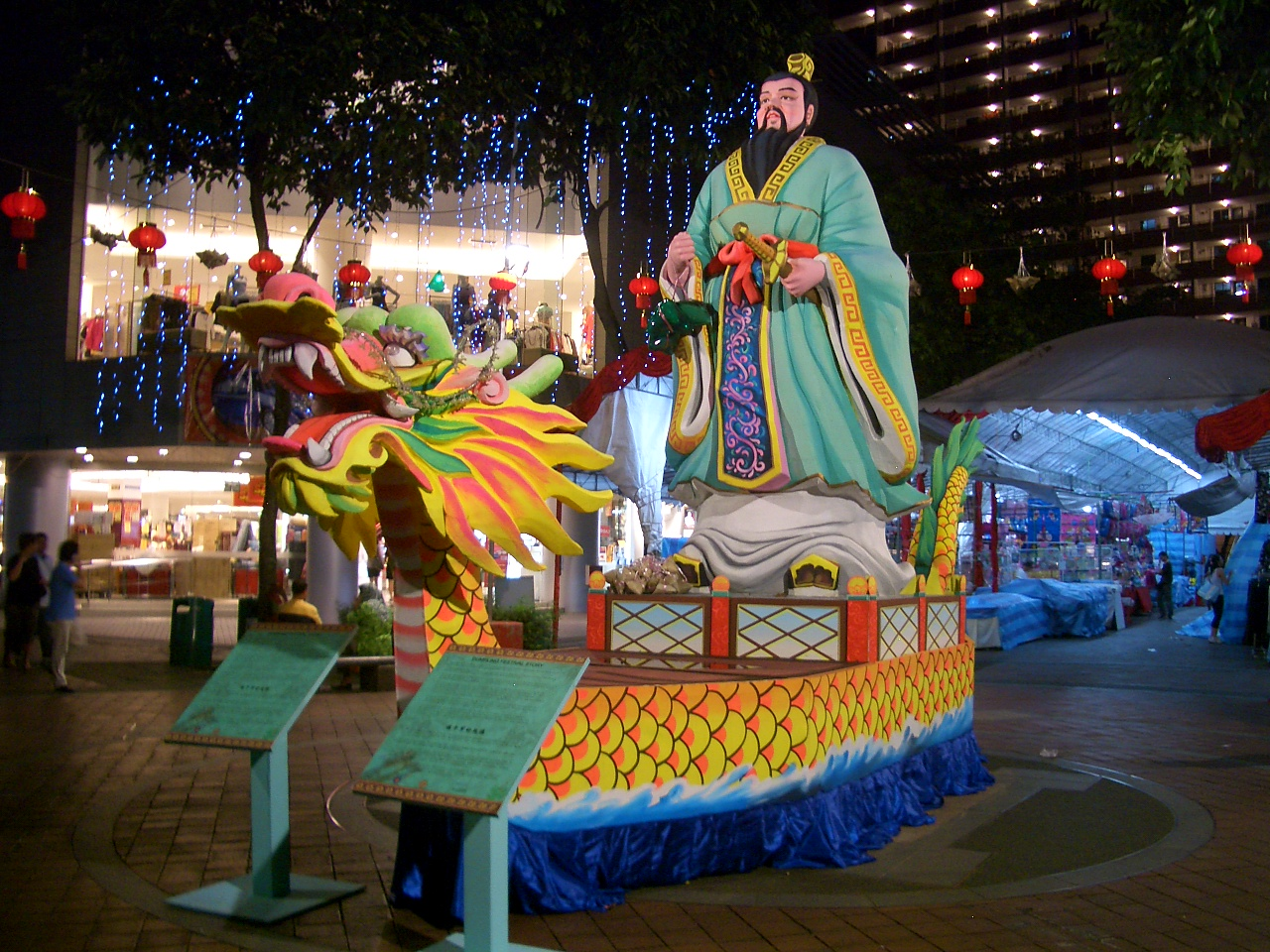
Estàtua de Qu Yuan en un Bot dragó, exposat per al Festival del Bot Dragó, a Singapur

La llegenda popular diu que els vilatans van portar les seves boles de massa i les seves barques al mig del riu i van intentar desesperadament salvar Qu Yuan després d'haver-se submergit al Miluo, però van arribar massa tard. Tanmateix, per tal d'allunyar els peixos i els mals esperits del seu cos, van tocar els tambors i esquitxaven l'aigua amb les seves pales, i també van llençar arròs a l'aigua com a ofrena d'aliment a l'esperit de Qu Yuan i també per distreure els peixos. No obstant això, la llegenda continua, quan una nit, l'esperit de Qu Yuan va aparèixer davant els seus amics. Aleshores, va demanar als seus amics que emboliquessin l'arròs en paquets de seda per allunyar el drac.
Aquests paquets es van convertir en un aliment tradicional conegut com a zongzi, encara que els trossos d'arròs ara s'emboliquen amb fulles en lloc de seda. L'acte de córrer per buscar el seu cos en vaixells es va convertir gradualment en la tradició cultural de les curses de Bot dragó, que se celebra cada any l'aniversari de la seva mort. Avui dia, la gent encara menja zongzi i participa en curses de vaixells de drac per commemorar el sacrifici de Qu Yuan el cinquè dia del cinquè mes del calendari xinès lunisolar tradicional. Els països del voltant de la Xina, com Vietnam i Corea, també celebren variacions d'aquest Festival del vaixell del drac com a part del seu patrimoni cultural compartit.

### Exploració espacial
El programa d'exploració interplanetària de la Xina, Tianwen (Preguntes celestials) rep el nom d'un poema de Qu Yuan. La primera missió a Mart, Tianwen-1, es va llançar el 23 de juliol de 2020 i va arribar a Mart el 10 de febrer de 2021. El 14 de març de 2021, l'aterratge i el rover van aterrar amb èxit a la superfície de Mart.